# Alaeddin Pacha
Alaeddin Pacha (Alaeddin Paşa) ou Alaeddin Bey né vers 1280 à Söğüt et mort vers 1333 à Bursa, était le frère d'Orhan Ghazi qui succéda à son père Osman Ier dans la gouvernance du jeune Empire ottoman.

## Biographie

### Premier vizir dans l'empire ottoman
Il n'est cependant pas certain qu'Alaeddin fut le fils aîné. Certains historiens estiment qu'Alaeddin était le second fils d'Osman mais d'autres pensent qu'il a de bonnes raisons que ce soit le contraire. Alors que Orhan Ghazi accède au pouvoir avec le titre de khan, Alaeddin devint le premier Grand vizir de 1320 à 1333 ou son père l'a nommé. Selon les textes Ottomans écrit par l'historien Idris-i Bidlisi, Orhan était plus énergique et guerrier que son frère Alaeddin qui préférait rester au palais plutôt que de guerroyer pour étendre le nouvel empire. Il y a de grandes chances qu'Orhan fut choisi pour ses vertus guerrières au détriment d'Alaeddin.
Contrairement à l'histoire ottomane ultérieure, lorsque la succession est devenue un problème pouvant conduire à une violente guerre civile, Alaeddin a accepté sa position gracieusement et il n'y a pas eu de querelle entre les frères. Alaeddin s'est rapidement soumis au règne de son frère, offrant son allégeance et gagnant ainsi le respect du gouvernement et du peuple. En fait, il semble qu'Alaeddin jouissait d'un style de vie détendu et était plus préoccupé par le fait que leur père n'avait laissé Orhan et lui aucune fortune avec l'Empire que la question de la succession. Les liens entre ces deux frères, contrairement à tant d'autres princes ottomans, sont restés aimables pour le reste de leur vie. En raison de sa formation aux affaires de l'État, Orhan a demandé conseil à Alaeddin, qu'il a reçu volontiers. En retour, Alaeddin a demandé le village de Fodrā et sa demande a été accordée.
En 1328 ou 1329, Alaeddin a rencontré Orhan afin de le féliciter pour sa récente acquisition d'Izmit. Au cours de cette visite, Alaeddin a apporté sa contribution la plus importante à l'Empire ottoman. Il a fait trois suggestions à Orhan afin d'améliorer l'efficacité et la légitimité du début de l'Empire ottoman. Ces trois suggestions incluent l'introduction d'un système monétaire, la sélection d'un costume ottoman officiel et une réorganisation complète de l'armée.
Au cours des années 1328 et 1329, des pièces d'argent ont en effet été estampillées au nom d'Orhan. Sur le front, ils ont montré l'article de foi islamique. De l'autre côté, il disait (en arabe) : "Que Dieu fasse son règne éternel".
Dans la même tradition que les Byzantins qui avaient des coiffes et des costumes en tissu richement brodé, un costume officiel, mais plus modeste, a été choisi pour le gouvernement et les militaires. Alors que le grand public était autorisé à porter ce qu'il voulait, un "bonnet conique en feutre blanc était prescrit en raison de la maxime arabe très estimée", le meilleur vêtement est un blanc. De cette façon, les responsables militaires et gouvernementaux ont pu affirmer leur légitimité au leadership.
Enfin, et c'est peut-être le plus important, l'organisation de l'armée a subi une refonte complète. Alaeddin a proposé que l'armée soit divisée en sous-ensembles et qu'un officier soit placé dans le contrôle de chaque section. Cette organisation semble extrêmement simple, ce qui conduit à conclure qu'avant cela, il n'y avait aucun contrôle sur l'armée. En outre, Alaeddin a proposé qu'un contingent de fantassins soit institué qui pourrait être convoqué en temps de guerre pour combattre. Ces soldats, une fois institués, n'avaient aucune formation et l'idée a échoué. Plus tard, cette idée ratée a été remplacée par le Corps des janissaires, mais rien ne prouve qu'Alaeddin ait eu quoi que ce soit à voir avec le développement des janissaires.

### Architecture
En plus de sa participation aux affaires d'État de l'Empire ottoman, Alaeddin semble avoir mené une vie très pieuse et calme. Il a fait construire plusieurs mosquées. Le Alaeddin Bey Cami à Bursa, achevé en 1335, est un exemple de mosquée à une seule unité. C'est une architecture très avancée, avec 8,2 mètres de hauteur et un portique à trois baies. Le dôme est soutenu par des triangles turcs et il n'y a qu'un seul minaret. En conséquence, la «quasi-perfection de la mosquée (Alaeddin Bey) Bursa réside dans la simplicité dont s'exprime un espace idéal». Bien que maintenant après avoir subi une restauration au XIXe siècle, les fenêtres est et ouest ne sont plus directement en face, mais légèrement de biais. Le minaret, s'il est d'origine, est le premier exemple de minaret, mais en raison des faiblesses architecturales provoquées par la mise en place du minaret, il est très probable qu'il s'agisse d'un ajout ultérieur.

### Vie privée
Alaeddin s'est marié avec la fille du Balad et a eu environ 8 enfants de ce mariage. Il s'agissait de Kılıç Bey (fils), Hızır Bey (fils), Mehmed Bey (fils), Ibrahim Bey (fils), Şahi Çelebi (fils), Taci Hatun (fille), Ayşe Hatun (fille), Paşa Hatun (fille).
▪︎Kılıç Bey, qui a eu des enfants :
▪︎Hızır Bey, qui a eu des enfants :
▪︎Mehmed Bey. Il a eu des enfants, un fils et une fille :
▪︎Ibrahim Bey. Il a eu des enfants, un fils et une fille :
▪︎Şahi Çelebi. Il a eu un enfant, une fille :
▪︎Taci Hatun
▪︎Ayşe Hatun
▪︎Paşa Hatun
Il mourut vers 1333 et est enterré à Bursa.